# ADVANCE OF Ζ 刻に抗いし者
『ADVANCE OF Ζ 刻に抗いし者』（アドバンス オブ ゼータ ときにあらがいしもの、ADVANCE OF Ζ THE TRAITOR TO DESTINY）は、模型と小説によるフォトストーリー作品。

## 概要
「ガンダムシリーズ」の作品の一つで、アニメ『機動戦士Ζガンダム』の外伝作品。サンライズ運営の公式ポータルサイト「GUNDAM.INFO」とアスキー・メディアワークスの共同企画で、模型雑誌『電撃ホビーマガジン』で2010年から連載されている。前作『ADVANCE OF Ζ ティターンズの旗のもとに』とは時代背景が同じだが、ストーリーやキャラクターの繋がりはない（ただし、描写の一部において前作で展開されたストーリーが反映されている）。
小説部分の著者は神野淳一。小説本編は「GUNDAM.INFO」で連載されており、『電撃ホビーマガジン』ではダイジェストのフォトストーリーと模型作例などが掲載。小説本編の更新は毎月25日で、1話あたりの公開期間は3ヶ月となっている。
第12話までが「地上編」で、第13話から「宇宙編」となっている。単行本は「地上編」全4巻と『エゥーゴの蒼翼』のサブタイトルを追加した「宇宙編」全4巻となっている。2012年8月に本編の連載が終了。
漫画版は『ガンダムエース』2011年5月号に本橋雄一による短編が掲載された。その後『コミック電撃大王』2013年1月号より暁葉悠により連載が開始されたが、同年11月号より長期休載。2014年7月号で作者体調不良を理由とした連載休止が告知された。

## あらすじ
宇宙世紀0085年、連邦軍士官候補生のヴァン、アーネスト、その妹ダニカの3人の運命は、ヴァンが偶然30バンチ事件の記録データを入手してしまったために暗転する。
ティターンズに拘束されたヴァンは反連邦組織ケラウノスと通じていたダニカの手引きで救助され、ともにティターンズと戦うことを決意する。
一方、妹と友人がテロ組織に加入するという不祥事に直面した名門子弟のアーネストには、ティターンズに志願して二人を討つしか選択の余地がなかった。彼は二人を追いかける過程で強化人間の少女ロスヴァイセと出会う。
宇宙でガンダム強奪事件が発生しグリプス戦役が勃発する中、彼らは地球上の各地をそれぞれ転戦し、時にすれ違い、時に直接刃を交える。
カラバとティターンズの一大決戦となったニューギニアの戦いで、ケラウノスは母艦と指揮官フォルカー艦長を失い、ダニカを捕虜にされてしまう。一方アーネストが所属するティターンズ部隊も母艦が大破しMS隊隊長のライネス大尉やロスヴァイセの担当技官であるロキ博士を失い宇宙へ撤退する。
宇宙に連れ去られたダニカを追い、ヴァンはエゥーゴに転属。ガンダム［ケストレル］を新たに受領しダニカ奪還を目指す。
一方、ティターンズではロキ博士の後任のリュング女史による再調整によりロスヴァイセは戦闘力と引き換えに感情を失ってしまう。アーネストはロスヴァイセの感情を取り戻すためにテルアビブ指揮官ニシザワ中佐と取引しガンダムの首を取ることを約束する。
コンペイトウ攻略によりダニカ奪還に成功したヴァンは、グリプスIIをめぐる攻防でロスヴァイセと交戦。彼女の異常を察知し感情を呼び戻そうとシャーマンフレームによる共振を試みるも中途半端に終わりロスヴァイセは幼児退行を起こしてしまう。
グリプスII攻防戦で敗北し、ティターンズがほぼ壊滅に陥るもニシザワはジャミトフ・ハイマンの遺命として地球主要都市への核攻撃を命令。アーネストは核攻撃用MAハティの生体部品となったロスヴァイセのためにそれを受諾、阻止しようとするヴァン達との最終決戦が勃発する。
新型ガンダム［スコル］の力でヴァンを圧倒するアーネストであったが、その真意は核攻撃を行う振りをしてのロスヴァイセとの心中だった。アーネストがハティを破壊しスコルのコックピットで自決しようとしたその時、シャーマンフレームによる共振が再び発生し、ヴァン、ダニカとの共振によりロスヴァイセが復活、アーネストは自決を思いとどまるのであった。
宇宙世紀0095年、ジャーナリストになり火星に降り立つヴァンは一つの家族と再会する。
―――これは“刻”に翻弄されながらも、それに立ち向かう人々の物語である。

## 番外編　分岐
ワグテイルを受け継いだ少年ヨーンを中心に、カラバのガウ改級「アトバラナ」の戦い及びキリマンジャロ基地攻略戦におけるティターンズ兵アイリスとの出会いが描かれている。

## 主な登場人物

### 主要人物
ヴァン・アシリアイノ
18歳（U.C.0085当時）。地球連邦軍の士官学校に通う士官候補生。好戦的な性格ではなく、士官学校に入学したのは金銭面や生活面の事情による。戦場カメラマンの父はデラーズ紛争時に、連邦軍人だった母は一年戦争以前の紛争で死亡しており、天涯孤独の身。アーネストやダニカとは兄弟のような間柄で二人には弟のように扱われている。0085年のクリスマス休暇の最中、父の知人を名乗る人物から30バンチ事件の記録データを託されたことでティターンズから追われる身となり、反地球連邦組織「ケラウノス」に身を寄せることとなる。
当初は実戦経験も少なくやや力不足だったものの、先天的な耐G体質を活かした急加速・急制動の他、重力下でダミーバルーンを使うかく乱などトリッキーな戦術を多用し、エースとして頭角を現す。多少極端であってもダッシュの効く機体を好み、教育型コンピューターに動作を教え込むシューフィッターとしての素質も備えている。
ケラウノスのメンバーとして北米、北欧、豪州を転戦し、ニューギニア基地攻防戦でダニカを捕虜に取られたため、彼女を追って宇宙のエゥーゴに転属。ガンダム［ケストレル］を受領し、その専属パイロットとして活躍する。
戦後は度重なる高G戦闘の代償として脳に損傷を負い軍を退役、ジャーナリストとなる。
搭乗機体はジム改［ケラウノス所属機］（後に改修されてジム改［ワグテイル］、再改修されワグテイルIIに）。エゥーゴに転属してより後は ガンダム［ケストレル］。
ダニカ・マクガイア
18歳（U.C.0085当時）。ヴァン同様に地球連邦軍の士官学校に通う士官候補生。沈着冷静な性格。実兄のアーネストとの折り合いはあまりよくなく、同い年のヴァンに対して弟のように接する。ティターンズからヴァンを逃がすために、反地球連邦運動に参加。ニューギニアで捕虜となりコンペイトウに収容されていたが、紆余曲折を経て救出された。戦後は軍に引き続き残り北米方面軍に勤務。マクガイア家当主として奮戦する一方ヴァンと結ばれ、第一子を妊娠中。
搭乗機体はハイザック［アイリス］（後に改修されてハイザック［エピデンドルム］に）。ヴァンと合流してからはネモ・ディフェンサー。
MS戦での主な役割は索敵で、中・長距離支援を得意とする。
アーネスト・マクガイア
23歳（U.C.0085当時）。ダニカの兄。U.C.以前から続くキャリフォルニアの名門軍人家系の長男で現当主。ヴァンを実の弟同様に可愛がっていた。ヴァンとダニカが通う士官学校で教官助手を務めていたが、軍人はあくまでも命令に服するものという自らの正義の信ずるところによりティターンズへ。しかし推薦状を得てティターンズに配属直後にヴァンとダニカが反地球連邦活動へ参加したため、ライネス大尉の指揮下に入りその追撃の任務に就くこととなる。
ロスヴァイセと運命的に出会ったことで、互いに惹かれあう。精神状態の安定のためロスヴァイセのマスターとなるが、当初は名目上のもので実際は彼女の恋心による信頼関係であった。
宇宙にあがった後ロスヴァイセの告白を受け恋人関係になるが、彼女が再調整を受け感情を喪失したことにより、それを取り戻すための力を欲しニシザワと約束したガンダムの首を取ることに妄執を燃やす。最終決戦においてニシザワに地球への核攻撃を命令されるも、最終段階で核攻撃の要であるハティを破壊しスコルにおいてロスヴァイセと心中をはかる。しかしヴァン達の奮闘によりロスヴァイセが覚醒したこため心中は中断となりヴァンの機転により戦場より脱出する。
戦後は火星のマリナー・シティにナイジェル・アームストロングの偽名で移住。マリナーシティの市長の右腕となっている。
階級は少尉、ライネスの戦死後は中尉に戦時任官されエレトリアMS隊の隊長となる。
搭乗機体はジム・クゥエル、マラサイ、後にガブスレイ［フギン］。最後の搭乗機体はガンダム［スコル］。
ロスヴァイセ
オークランドのニュータイプ研究所で調製された強化人間の少女。年齢は十代半ば。MSパイロットとしての技術はアーネスト以上だが、感応波レベルが水準を満たせず、感情障害もあるため研究所では「UF（UnFinished Cyber Newtype、未完成品）」呼ばわりされていた。
ロスヴァイセの名はUF呼ばわりを拒むアーネストの要望でドクター・ロキに与えられたもの。
ティターンズに軍曹として配属されるが、コミュニケーションが苦手で、アーネストにかなり依存した状態であったが、アーネストの尽力もありのちに徐々に周囲にも打ち解けていく。
しかしリュング女史から再調整を受けたことで徐々に精神を浸食されアーネストに対する「愛」以外の感情を失う。さらにヴァンとシャーマンフレームを介して共振したことで幼児退行を起こしてしまう。
最終決戦においてハティの生体部品として組み込まれ地球への核攻撃に使用されるが再びシャーマンフレームによるヴァン、ダニカ、アーネストとの共振により心を取り戻す。エピローグではアーネストと共に火星に移住、ライムとライナーの二児を儲ける。
ドクター・ロキの実の娘で本名はユズ・イシロギ。先天性疾患により心肺に障害を持ち、治療のため心肺を強化人間のために開発された高G対応パックに交換することを条件に強化処置の被験体となった。
階級は軍曹。搭乗機体は専用に改造されたハイザック［ヴァナルガンド］、後にガブスレイ［ムニン］。最後の搭乗機体はハティ。

### ケラウノス
地球上で活動している反ティターンズ組織。正式な組織名はなく、母艦であるザンジバル級機動巡洋艦「ケラウノス」の名を以って通称としている。メンバーは元ジオン軍人と連邦軍人（現役・元の両方がいる）の混成で、後にカラバと合流する。
フォルカー・メルクス
ケラウノス艦長。元ジオン軍のMSパイロットで少佐。一年戦争時に右足を無くして以後は北欧で隠遁生活を送っていたが、ルシアンに請われて組織の長となる。艦長職に就いてはいるが、人員不足の際にはパイロットとして出撃することもある。
一年戦争時にはガルマ大佐指揮下の地球方面軍第6MS独立遊撃戦隊を率いグフ・カスタムに搭乗、残存部隊を率いて撤退中にバーダー率いるMS小隊と戦闘になり、味方を巻き込む戦法を取ったバーダーと相打ちになりその時右足を失った。
ニューギニアの戦いにおいてマタ・ビリにケラウノスで特攻をかけ戦死する。
ルシアン・ベント
ケラウノスMS部隊の隊長で腕利きのMSパイロット。フォルカーの元部下でジオン軍時代の階級は中尉。一年戦争後は地球に妻子を儲け平和な生活を送っていたが、ティターンズの横暴を知って立ち上がる。ケラウノスを失った後はヴァンやロープスと共に宇宙に転属。デルフォイ及びアレイオーンのMS隊隊長として引き続きティターンズと戦う。最終決戦においてハリスのバーザムと相打ちになり機体は小破で済んだものの右足を切断する大けがを負う。
戦後はジオン共和国に家族と共に帰国、共和国軍の再建に尽力している。
搭乗機体はジム・キャノンII［ルシアン・ベント専用機］（後に改修されジム・キャノンII［ホワイトコーラル］に）、エゥーゴ転属後は、リック・ディアス［デルフォイ所属機］。
ロープス・スグル・アキヤマ
ケラウノスのメカマン。ロックミュージシャンのような風貌。元地球連邦軍曹長。33歳。妻子持ち。連邦軍からリストラされたが、アナハイム・エレクトロニクスの誘いで地球に一人降り立ち、ケラウノスに乗り込むことに。やたらと寒いオヤジギャグを連発する。ヴァンに思いついたことは端末ではなくペンで紙に書いてみるようアドバイスする。
ケラウノスを失った後はヴァンやルシアンと共に宇宙にあがり、デルフォイ及びアレイオーンのメカニックを引き続き務める。
ヴァンの良き友人としてグリプス戦役を生き抜いた。
戦後はアナハイム・エレクトロニクスのMS開発部門に就職する。
アレット・バレ
ケラウノスの通信オペレーター。美人。ダニカの友人で彼女を環境保護活動に誘った。ケラウノス轟沈後は多くのケラウノスクルー同様地上にとどまった。
パンターニ
元地球連邦軍大尉でMS特技兵の部隊を率いていた。スキンヘッドが特徴。ケラウノス陸戦隊の隊長。副長はガルゼッリ中尉。一年戦争でフォルカー達と戦い、命を救われた過去を持つ。
フォルカーがMSで出撃する際は次席指揮官としてケラウノスの指揮を執る。エゥーゴに転属し宇宙に上がってからも、同様に白兵戦部隊の隊長を勤める一方でデルフォイおよびアレイオーンの副長も兼任した。
彼の率いる陸戦隊が勝負の決め手となることが多い。

### エゥーゴ
クリスティアン・カーク
ロサ・ギガンティアの戦闘指揮官。エゥーゴ参加前は北米の士官学校で教官を務めていた（ヴァン、ダニカ、アーネスト、オビノにとっては恩師に当たる）。元々ティターンズに対して懐疑的であり、ダニカとカラバの連絡役を務めていた他、アーネストにもティターンズについて忠告していた。サラミス改級巡洋艦ヴァルナを鹵獲してからは、デルフォイと名を改めた同艦の艦長を務める。最初の訓令は「これからはファーストネームで呼ぶように」であった。後にアイリッシュ級「アレイオーン」へ乗り換え引き続き艦長を務める。
一年戦争時はサラミス級の操舵手からMSパイロットに転科した経歴の持ち主で、鹵獲ザクIIのパイロットとしてゲリラ戦を展開していた。その後促成MS訓練部隊の教官を経て、ジムに乗り換えチェンバロ作戦、星一号作戦に参加、ア・バオア・クーでレビル艦隊の消滅を目の当たりにした。この経験からグリプスIIのコロニーレーザーに対して強い拒絶を表している。
『審判のメイス』ではふたたび「デルフォイ」の艦長として登場。グリプス戦役時同様に優秀な指揮能力を発揮する一方で、MS隊隊長のエスターにモーションをかける姿が見られる。
ドクター・アルヴィース
ガンダム［ケストレル］開発主任。白衣と眼鏡が特徴。ドクター・ロキとは友人でケストレルは彼と共同でロスヴァイセのために作成したものである。戦後はニュータイプ研究所時代の同僚と結婚。ロープスと共にグラナダのアナハイム・エレクトロニクス社のサイコミュ搭載MSにかかわっているらしい。
ソウイチ・オビノ
少尉。アーネストの同僚で元ティターンズMSパイロット。生真面目な物言いをする。ケラウノス追撃中にルシアンに撃墜され病院送りにされた後、30バンチ事件の証拠映像を見たことでエゥーゴへ転向する。
エゥーゴ参加後はロサ・ギガンティアでMSのテストパイロットを務めておりネモやリック・ディアスの他ドミンゴ等もテストした。ヴァンとの邂逅を経て実戦部隊に異動、デルフォイにエーヴィと共に配属される。
エーヴィとはケストレルのテストで彼女が事故を起こした時にテストパイロットを交代したことで親しくなる。
戦後はエーヴィと無事結ばれ創業者一族に婿入り、アナハイム・エレクトロニクス関連企業の重役となっている。
搭乗機はジム・クゥエル、エゥーゴ参加後はケストレルなどのテストパイロットを経てネモ、リック・ディアス［デルフォイ所属機］。
エーヴィ・アルヴァ
ロサ・ギガンティア配備のMS部隊のパイロット。階級は軍曹。ガンダム［ケストレル］のテストパイロットの1人。鮮やかなオレンジ色の髪の持ち主。20歳になったばかり（物語登場時）。旧ジオニック社系列であるアナハイム・エレクトロニクス系列企業の令嬢で一年戦争中は月面で不自由なく育ったが、地球圏の実情を憂いエゥーゴへ志願した。明るく人見知りをしない性格でエゥーゴに参加したが元ティターンズとして周囲になじめていなかったオビノに何かと突っかかる。ケストレルのテストで事故を起こした時に、自分に代わってオビノがテストパイロットを務めたことで態度を一変し以後彼に積極的にアプローチを行うようになった。
ロープス曰く豊かなバストの持ち主。
搭乗機体はメタス［エーヴィ・アルヴァ専用機］

### ティターンズ
ジゼル・アンジェリク・アルベール
少佐。美貌の女性将校。非道な行いは好まないが、必要とあれば躊躇わない。後にヘビィ・フォーク級陸上戦艦“ニコシア”の艦長として、北米でライネスやアーネストの上官になる。ライネスとは旧知の中であり、士官学校時代の航空機事故をきっかけに交際を始めるも一年戦争の混乱の中で自然消滅する。後に再び恋人となるも彼をバーダーに謀殺され失う。
宇宙に上がってからはサラミス改級「エレトリア」の艦長となり、後にテルアビブのニシザワの麾下に配属される。
グリプスIIによるサイド2・18バンチへの砲撃などのティターンズの蛮行を目の当たりにし信念が揺らぐが軍人であることと、ライネスの敵を討つことを優先しティターンズにとどまる。しかしジャミトフ暗殺によるティターンズ分裂に際しニシザワよりライネスの死の真相を知り組織への忠誠は崩壊する。
最終決戦においてテルアビブ分遣艦隊に合流してきたバーダーに対し後ろから銃撃し敵を討つも、その直後にエレトリアの被弾に巻き込まれ戦死する。
ヒューイット・ライネス
大尉。アーネストの上官にしてMS部隊隊長。アルベールとは士官学校の同期で航空機墜落事故でお互いに生き残った仲であり、現在は友人以上恋人未満の間柄。戦闘機好きから軍人になった元戦闘機乗りでTINコッドに乗っていた。MSパイロットに転科し一年戦争とデラーズ紛争を経て5機撃墜してエースに。アーネストの良き上官であったが、30バンチ事件の真相を知るためティターンズ本部にマークされており、オビノに渡した事件映像流出の責を負わされニューギニアでの戦闘中にバーダーに謀殺される。搭乗機体はジム・クゥエル、後にマラサイ。
エセルバート・ヒンカピー
少尉。アーネストの同僚でMSパイロット。いかなる時もジョークを絶やさず脳天気に振舞ってはいるが理性的な性格。偵察・分析能力に長け直接戦闘することこそ少ないものの、その能力でライネス隊やアーネスト隊を支える縁の下の力持ち。ロスヴァイセの兄貴分を自称する。プリシアに一目ぼれし、アプローチし続けるもすげなくあしらわれている。ニシザワの命による地球への核攻撃に対し反対をしたためアーネストによって撃たれ、脱出艇によってエレトリアから追放される。
搭乗機体はザクフリッパーを近代化改修しながら乗り続けている。彼のザクフリッパーは最終的に下半身と内部構造の大半をハイザックのものに換装し、ハイザック用のシールドと大型ビームカノンを搭載したフリッパー・カスタムと言えるものになっている。
ユーイン・バーダー
少佐。グリプス本部から派遣された将校。「エンジョイ&エキサイティング」をモットーとし敵機撃墜を単なるスコア稼ぎとみなすなど、良識のかけらもない快楽主義者。一年戦争来のウルトラエースでありながら味方を盾にしたり命令違反の常習犯であることから愉快犯というニックネームを付けられ一般将兵に軽蔑される一方で、同じ価値観を持つ彼の部下からは熱狂的に慕われている。
一年戦争時に艦船2隻、MS21機、及びデラーズ紛争で艦船1隻MS9機というスコアは一年戦争時の連邦軍エース第8位であるデリス・ハノーバー中尉に匹敵する数値。
特に一年戦争終盤の北米戦線では部隊を率いてフォルカーと戦っており、彼の足を奪ったが、その際に自らも腕を失い義手となっている。
デラーズ紛争では鹵獲したビグロを駆りシーマ艦隊を口封じの為に攻撃しており、その際の停戦信号無視により終身刑の判決を受けていたが、ティターンズ参加のために釈放された。ニューギニアの戦いではティターンズ本部からの密命を受けライネスを謀殺する。
宇宙に上がった後はバスク・オム直属の独立部隊としてサラミス改級「トブルク」の艦長となり、ヴァン達と激戦を繰り広げた。トブルクを轟沈されたため、ラクシャサ撃墜後エレトリアに回収されるがそこでライネスの敵としてアルベールに射殺される。
搭乗機体はアッシマー、後に改装されてアッシマー［ダンダチャクラ］。宇宙にあがってからはマラサイ。最後の搭乗機体はラクシャサ。
キンバ、シミオン、テーホー
一年戦争来のバーダーの部下。階級はキンバが中尉、シミオン、テーホーが少尉。
バーダーの部下らしく快楽主義で協調性の欠片もない。キンバはコロニーレーザー争奪戦におけるラクシャサ撃墜時、バーダーの乗る脱出艇を庇って戦死する。シミオン、テーホーは最終決戦において被弾したエレトリアを守ってハリスと共に奮戦するもルシアンに撃墜される。搭乗機体はマタ・ビリ、宇宙に上がってからはバーザム。
ドクター・ロキ
オークランド研究所に所属するロスヴァイセ付きの技術者。小柄な中年男性。当時のニュータイプ研究者としては珍しく薬物投与やマインドコントロールには否定的。「ガンダムはその時代において求められる戦術を体言するべく技術の粋を集めて作られた試作機」であると語る。本名はイシロギというが、同僚にとっては東洋式の発音が難しいらしくニックネームで呼ばれている。ニューギニアの戦いにおいて基地攻撃に巻き込まれ戦死する。
ニシザワ
中佐。テルアビブ分遣艦隊指令であり、同艦の艦長。ティターンズ参謀本部の重鎮。バスク・オム直属の部下だが、むしろジャミトフ・ハイマンと近しい間柄らしく、彼の思想の第一の理解者と自負している。強いものが正しいというティターンズの信念の信望者でもある。アーネストに対して縁談を持ちかけたり、ロスヴァイセの再調整で恫喝する、アルベールに対してパプテマス・シロッコの直筆の手紙を見せるなど人心掌握術に長ける。
ティターンズ壊滅後はジャミトフの遺命と称し分艦隊を率いて地球の主要都市に中性子弾頭による核攻撃を行おうとする。
最終決戦においてテルアビブに乗り込んできたパンターニとオビノに地球への核攻撃がジャミトフの遺命ではなく独断であることを告白して服毒自殺した。（オビノはジャミトフの遺命は本物で、ニシザワは本心では核攻撃を望んでいなかったのではないかと推測している）
エスター・マッキャンベル
ティターンズ少尉。ニシザワの計らいでアーネストとの「縁談」の為にサラミス改級「エレトリア」に補充要員として配属されたパイロットの一人で、バーザムに搭乗する。金髪の美人。
階級が上と言う事もあり、同じ経緯で配属されたハリス、ブラシウらのリーダー格を務めるが、グリプスIIによるサイド2・18バンチへの砲撃を目の当たりにし、エゥーゴへ投降している。
『審判のメイス』では、サラミス改級「デルフォイ」のMS部隊隊長に就任し、ジムIII・ディフェンサーに搭乗する。アーネストの一件以来男に縁が無いと悟り男断ちをし同艦艦長であるクリスティアン少佐からアプローチされ断り続けるが、決戦の作戦開始前に食事の誘いを受け入れる。
メイジー・ハリス
ティターンズ曹長。ニシザワの計らいでアーネストとの「縁談」の為にサラミス改級「エレトリア」に補充要員として配属されたパイロットの一人。 赤毛のショートカットでスポーツウーマンと言った風貌の美人。
ロスヴァイセとアーネストの仲を心配する一面を覗かせるなど仲間想いで、そのためにエレトリアの戦友を見捨てられず 三人の中で唯一最後までティターンズとして戦い抜いた。
最終決戦で、即席ながらシミオン、テーホーとジェットストリームアタックを行うなど善戦するがルシアンと相打ちになり、撃墜されるも脱出ポッドを回収され生き残る。
搭乗機体はバーザム、一時的にガブスレイ［フギン］。
プリシア・ブラシウ
ティターンズ軍曹。ニシザワの計らいでアーネストとの「縁談」の為にサラミス改級「エレトリア」に補充要員として配属されたバーザムパイロットの一人。 栗色の髪と小柄な体躯を持つ美人。
彼女に一目ぼれしたヒンカピーから熱烈なアプローチを受ける。当初はすげなくあしらっていたものの、次第にほだされたのか終盤はまんざらでもないようであった。
最終決戦において地球への核攻撃に反対したヒンカピーに同調したためアーネストに彼や同調した他のクルーと共にエレトリアを追放されアレイオーンに保護される。
主に ハイザックの胴体を接続し1機でも運用できるように改造したメガ・ランチャーを装備した バーザムで部隊の後方支援を担当する。
スヴェア・リュング
ドクターロキの後任のロスヴァイセ担当の技術者。年は若い女性だが周囲の人間に魔女を想起させる雰囲気の持ち主で、ニュータイプ研究所職員らしい倫理観の欠如した人物。ロスヴァイセに投薬や催眠と言ったマインドコントロールを施し再調整を行う。実はハイスクール時代にアーネストと同級生で彼に憧れていたが、全く相手にされないまま一年戦争で死にかける。ニュータイプ研究所で偶然再会できた時にはすでにアーネストはロスヴァイセと惹かれあっており、それを認められなかったためアーネストとロスヴァイセの関係を嫌悪している。
ビオ
「エレトリア」副長で大尉。茶髪の白人女性でふくよかな体型。一年戦争で夫を亡くし、シングルマザーとして息子を育てる。
『審判のメイス』ではエゥーゴのサラミス改級「デルフォイ」の副長を務めている。
アイリス・アリスン
番外編「分岐」および『審判のメイス』のヒロイン。一年戦争後も北米で苦労しながら両親と暮らしていたが、デラーズ・フリートのコロニー落としにより両親を失い、ジオンを憎むようになる。
グリプス戦役当時は18歳。ティターンズ軍曹で、キリマンジャロ基地でザクキャノンに搭乗。ヨーンの乗るワグテイルとの戦闘中にサイコガンダムの無差別攻撃に遭い負傷。その後ヨーンとともにカラバに救出されそのまま投降、連邦軍へ移籍している。 当初はティターンズの掲げる地球至上主義を叩き込まれていたが、ヨーンと和解した事をきっかけにその考えを改めるようになる。
『審判のメイス』では、ヴァンより先に第一次ネオ・ジオン抗争の際に宇宙へ上がっており、サラミス改級「デルフォイ」のMS隊に所属、ジムIII・ディフェンサーに搭乗する。

### カラバ
ゲルディ、グイード
ゲルディは少尉、グイードは軍曹。ジオン軍残党のユーコン級潜水艦のU-567に所属するMSパイロットで生粋の水陸両用MS乗り。彼らはカラバ参加前からケラウノスとは共闘関係にあった。母港であったノゥベル島をニコシアの砲撃により居住地ごと破壊されたため復讐に燃える。搭乗機体はゲルディはズゴック、グイードは アッガイで、のちに両方ザク・マリナー。
ヨーン・ユルヤナ
番外編「分岐」および『審判のメイス』の主人公。階級は軍曹で18歳。
お調子者で、勢いで行動するためしばしば機体を破損するが筋はよく、後にカラバのエースパイロットとなる。
サイド4出身で、一年戦争緒戦のジオン公国軍のコロニー落としから逃れるために地球に避難するが、出身コロニーが壊滅したためそのまま地球に住み着き不法居住者となる。ティターンズによって暮らしていた村が襲撃されるが、ケラウノス（ヴァン加入前）によって命を救われ、義勇兵としてカラバに志願する。ガウ改級「アトバラナ」の所属となり、ニューギニアの戦いのあとにワグテイルIIexを受領し各地を転戦、キリマンジャロ基地での戦闘でアイリスと出会う。当初はアトバラナの操舵手であるエリー少尉に好意を抱くが、後にアイリスとメールによる文通を経て恋人同士となる。
『審判のメイス』では、制式に地球連邦軍人となっており、第一次ネオ・ジオン抗争後にサラミス改級「デルフォイ」に配属される。ワグテイルを乗りこなす腕を見込まれガンダム［グリンブルスティ］のパイロットとなる。
エイルマー・レイシー
番外編「分岐」に登場する「アトバラナ」のMSパイロット。MS隊隊長だが階級は不明。ヨーンのよき兄貴分でよく彼をからかっている。一年戦争からの歴戦の勇士でカラバ参加前はマイノット基地にMS教官として赴任していた。ヨーンが行方不明から復帰した時は意外と涙もろいことが判明した。
搭乗機体はネモ。
イライアス・サザーランド
番外編「分岐」に登場する「アトバラナ」のMSパイロット。中尉。ヨーンのよき兄貴分で、レイシーと共にヨーンをからかって遊んでいる。レイシーとはデラーズ紛争来の付き合いである。
搭乗機体は ガンキャノン・ディテクター。
エリー・オースティン
番外編「分岐」に登場する「アトバラナ」の操舵手兼オペレーター。少尉でアトバラナ士官最年少の21歳。栗色の長髪をポニーテールにまとめた美人でヨーンのあこがれの人だが、彼女からはヨーンは弟分として扱われている。
ケルティック・シェイマス
機長。スパニエルのような愛嬌のある顔をしている髭面赤毛の三十男。

### 地球連邦軍
ボング
准将。アーネストの父の友人で、士官学校の校長。ダニカからはボングおじさんと呼ばれている。ティターンズにはあまりよい感情は持っていないが、アーネストのために推薦状を書く。グリプス戦役ではエゥーゴへ協力し、Gディフェンサー等をダニカの居る「アレイオーン」へ優先的に配備させるよう力添えしている。一方でアーネストのことは終始気にかけており彼が送った一行の手紙が最終決戦前においてアーネストを救うこととなる。
チュス
コンペイトウ所属の女性の看護兵。コンペイトウ内のエゥーゴシンパの一人で捕らえられているダニカとの連絡役を務めた。サイド1出身。
テイカー
コンペイトウ所属の中年の整備士。コンペイトウ内のエゥーゴシンパの一人で内部蜂起においてティターンズ対する蜂起でバーザムを操縦する。一年戦争ではボールに乗っていた。
ハビエル
伍長。冒頭でハウプマンに一時休戦を申し出、北米の砂漠地帯からの脱出を協力して試みるが、すでにその時点で致命傷を負っており車の修理の完了と共に死亡する。彼とのやり取りがハウプマンに影響を与え、さらにそれはヴァンへと引き継がれることとなる。

### ジオン公国軍
ライナー・ハウプマン
海兵隊に所属する中尉。地球連邦軍にマークされるほどの優秀な対物狙撃兵。砂漠での遭遇戦において所属部隊が全滅し同じ境遇にあったハビエルと一時休戦、ともに脱出を試みるもハビエルは死亡。彼の軍服とドッグタグを引き継ぎ脱走兵となる。脱出中に幼いヴァンとマクガイア兄妹と出会い彼らを助けるも、ジオン軍の部隊と遭遇しヴァンらを逃がすために殿を務め死亡する。
彼の生きざまはヴァン達へ強い影響を与えることとなる。

### 民間人
ニネット、フラヴィ
ルシアンの妻子。北米の不法居住者の隠れ里に住んでいる。娘のフラヴィは4歳の誕生日にルシアンからプレゼントされたウサギのぬいぐるみをとても大切にしている。
ホマム
北アフリカの少数民族の少年。反地球連邦活動に集落の男達がかかわっていたため報復としてティターンズによって集落を焼き払われ許嫁を含む全てを失う。その復讐としてザク・デザートタイプに乗り幼馴染のマタルの操るド・ダイIIとともにアレキサンドリアへ向かうがアーネストの駆るジム・クゥエルに撃墜される。

## 主な登場兵器

### ケラウノス
- RGM-79C ジム改［ケラウノス所属機］
  - RGM-79C[WAGTAIL] ジム改［ワグテイル］
  - MSK-003 ワグテイルII
- RMS-106 ハイザック［ケラウノス所属機］
  - RMS-106 ハイザック［アイリス］
  - RMS-106 ハイザック［エピデンドルム］
- RGC-83 ジム・キャノンII［ルシアン・ベント専用機］
  - RGC-83 ジム・キャノンII［ホワイトコーラル］
- ケラウノス

### エゥーゴ
- MSW-004 ガンダム［ケストレル］
  - MSW-004 ガンダム［ケストレル］ マニューバー・エクステリア
  - MSW-004 ガンダム［ケストレル］ アーマー・エクステリア
  - MSW-004 フルアーマーケストレル
- MSA-005 メタス［エーヴィ・アルヴァ専用機］
- RMS-099 (MSA-099) リック・ディアス［デルフォイ所属機］
- MSA-003＋FXA-05D ネモ・ディフェンサー
- デルフォイ
- アレイオーン

### ティターンズ
- RGM-79Q ジム・クゥエル
- MS-06E-3 ザクフリッパー
- RMS-106 ハイザック
  - RX-106E ハイザック［ヴァナルガンド］
- NRX-044 アッシマー
  - NRX-044Q アッシマー［ダンダチャクラ］
- NRX-033 マタ・ビリ
- RMS-108 マラサイ
- RX-110C ガブスレイ［フギン］
- RX-110NT-1 ガブスレイ［ムニン］
- RMS-154 バーザム
- RX-136-1 ラクシャサ
- ORX-007 ハティ
- ORX-009 ガンダム［スコル］
- ニコシア
- エレトリア
- トブルク
- テルアビブ

### カラバ
- RMS-192M ザク・マリナー
- MSK-003 ワグテイルIIex
- MSA-005K  ガンキャノン・ディテクター
- ガウ改級「アトバラナ」

## 審判のメイス
2012年9月から『審判のメイス』のサブタイトルが付いた「番外編」が2012年11月まで連載された。全3話の内容は一部『ビジュアルブック コンプリートファイル』に収録されているが、小説の単行本は未刊行に終わっている。WEB上の連載は数年間削除されず掲載が続いていたが、2016年ごろに閲覧不能になり、現在読む方法は事実上存在しない。
「C3TOKYO 2016」において、本作のコミカライズとして『機動戦士Ζガンダム外伝 審判のメイス』が『月刊コミック電撃大王』で連載されることが発表された。2016年12月号にプロローグコミックが掲載され、次号から本格的な連載が開始された。

### あらすじ
宇宙世紀0089年2月、サラミス改級「デルフォイ」に配属されたヨーンは恋人アイリスと再会を果たす。そこにネオ・ジオンの攻撃を受けていたダモクレス基地との連絡が途絶えたの一報が入る。ネオ・ジオンの目的はダモクレスによる隕石落としと推測されたためデルフォイは僚艦シラクサ、カタニアと共に奪還作戦に従事。ジオンの古強者オーラフを下しダモクレスの奪還に成功する。しかし、オーラフの最期の言葉によってダモクレスは囮であり彗星C/UC0089こそが本命と判明。ガンダムの活躍をよく思わない地球連邦軍上層部によって、デルフォイ艦隊は増援のないままC/UC0089の奪還作戦を決行する。

### 主な登場人物

#### 地球連邦軍
以下の人物はリンク先を参照。
- アイリス・アリスン
- エスター・マッキャンベル
- クリスティアン・カーク
- ビオ
- ヨーン・ユルヤナ

JFK（ジャンクフリーキット）
グリンブルスティの整備主任。謎の経歴の持ち主でハンマーを持った旧ザクを作業用MSとして使用する。不意打ちとは言えその旧ザクでガザCを撃墜したり、高機動戦中のシュツルム・ディアスに対し、ロックオンなしの目測狙撃でクレイバズーカを的中させるといった芸当を披露する等、MSパイロットとしても凄腕である。

#### ネオ・ジオン / カメラード
アルノー・ワイゼンベルガー
ムサイ級「フュールド」艦長。モビルスーツ戦ではシュツルム・ディアスを乗機とする。
顔の整った美男子だが、自分を戦いの中でしか生きられないと言い切る戦闘狂。
アクシズの騎士と呼ばれたネオ・ジオンの精鋭だが、グレミー・トトの反乱に巻き込まれる事なく第一次ネオ・ジオン抗争を生き延び、オーラフ、ハンスらと共に彗星「C/UC0089」を地球へ衝突させる「審判のメイス」作戦を決行する。
オーラフ・デール
ムサイ級「ヴィスマール」艦長。アルノーの同志であり、ゲルググJをベースとしたリゲルグのパイロットでもある。
口ひげを生やした調子のよい伊達男であるがその腕は一流。
ジオン軍の学徒兵として恋人を残しア・バオア・クーに参加、ゲルググに搭乗し奮戦する。
一年戦争終結後も戦い続けることを選択しジオン残党となる。
ちなみに彼の話では、ベテランパイロットとの編成の都合で学徒兵においてゲルググは見込みのないパイロットに充てられた物とのこと。
グリプス戦役ではエゥーゴに参加していたが、その後ネオ・ジオンへ移籍している。
四度続いた戦争・紛争において死に場所を得られず、死に場所を探して渡り歩くような存在となっており、玉砕覚悟の「審判のメイス」作戦に賛同した。
なお、乗艦であるヴィスマールのクルー達もまた、一年戦争後から彼と行動を共にしている。
ハンス・シュミット
サラミス改級「ウエストサハラ」艦長。
極左テロ組織「カメラード」の首魁であり、ネオ・ジオンに取り入りハンマ・ハンマを譲り受けている。
その正体は、サイド1・30バンチの連邦軍基地に勤務していた連邦軍兵士であり、30バンチ事件で妻子を殺された過去を持った復讐者。
30バンチ事件の遺族会と共に「カメラード」を組織するが、遺族会中に彗星「C/UC0089」の開拓権を持つ企業の関係者が居た事から、本来地球への衝突コースを取っていた同彗星を再び地球へ衝突させる「審判のメイス」作戦を立案する。
30バンチ事件を引き起こした地球連邦、そして地球に対する憎しみが強く、ガンダムが「英雄」であるならば何故30バンチ事件の時に現れなかったのかと激昂し、ヨーンと刃を交える。
なお、「ハンス・シュミット」の名は偽名であり、本名は作中で明かされていない。

### 主な登場兵器

#### デルフォイ（地球連邦軍）
- ORX-008 ガンダム［グリンブルスティ］
- RGM-86+FXA-05D ジムIII・ディフェンサー
- MS-05 ザクI
- デルフォイ

#### 地球連邦軍
- RMS-154 バーザム（地球連邦軍カラー）
- シラクサ
- カタニア

#### ネオ・ジオン/カメラード
- AMX-003 ガザC
- AMX-103 ハンマ・ハンマ
- MS-14J リゲルグ
- RMS-099B シュツルム・ディアス
- RGM-86 ジムIII（鹵獲機）
- フュールド
- ヴィスマール
- ウエストサハラ

#### 「パチモン」ガンダム・チーム（漫画版のみ登場）
- ガンダムMk-IIのニセモノ（バーザム改造機）
- 百式（ジム改造機）
- Ζガンダム（ザクII改造機）

## スタッフ
- 原作：富野由悠季・矢立肇
- ストーリー：神野淳一
- メカデザイン：藤岡建機・間垣リョウタ・片貝文洋
- キャラクターデザイン：中島利洋
- 企画：電撃ホビーマガジン編集部
- 企画協力・設定：サンライズ

## 書籍情報
ビジュアルブック (DENGEKI HOBBY BOOKS)
1. ISBN 978-4-04-870457-1
2. ISBN 978-4-04-870855-5

エゥーゴの蒼翼 ビジュアルブック コンプリートファイル (DENGEKI HOBBY BOOKS)
- ISBN 978-4-04-891310-2

小説 (DENGEKI HOBBY BOOKS)
地上編
1. ISBN 978-4-04-870456-4
2. ISBN 978-4-04-870653-7
3. ISBN 978-4-04-870856-2
4. ISBN 978-4-04-886123-6

エゥーゴの蒼翼（宇宙編）
1. ISBN 978-4-04-886432-9
2. ISBN 978-4-04-886672-9
3. ISBN 978-4-04-886944-7
4. ISBN 978-4-04-891213-6

コミックス （電撃コミックスNEXT）
1. ISBN 978-4-04-891936-4

審判のメイス　コミックス （電撃コミックスNEXT）
1. ISBN 978-4-04-892979-0
2. ISBN 978-4-04-893638-5
3. ISBN 978-4-04-912051-6